# Sallenôves
Sallenôves település Franciaországban, Haute-Savoie megyében. Lakosainak száma 847 fő (2022. január 1.). Sallenôves Chilly, Choisy, Contamine-Sarzin, Marlioz és Mésigny községekkel határos.

## Népesség
A település népessége az elmúlt években az alábbi módon változott:
| Lakosok száma | 591  | 649  | 698  | 703  | 745  | 765  | 792  | 820  | 847  |
|               | 2013 | 2015 | 2016 | 2017 | 2018 | 2019 | 2020 | 2021 | 2022 |